# پی‌دی‌اف سلوشنز
پی‌دی‌اف سلوشنز (انگلیسی: PDF Solutions) شرکت الکترونیک آمریکایی است، که در سال ۱۹۹۱ تأسیس شد.